# Stopplaats De Haandrik
De Haandrik (geografische afkorting Hdk) is een voormalige stopplaats aan de spoorlijn Zwolle - Stadskanaal tussen Gramsbergen en Coevorden bij het gehucht De Haandrik. De stopplaats was geopend van 1 juli 1905 tot 15 mei 1930. Bij de stopplaats stond een café en een wachterswoning, die beide zijn gesloopt. De spoorbrug over de Vecht is in 2010 vernieuwd. Alleen de brugwachterswoning is nog overgebleven. De vroegere halte lag aan de Coevordense kant van de spoorbrug.
0: Zwolle ·
5: Herfte-Veldhoek ·
8: Marshoek-Emmen ·
12: Dalfsen ·
15: Rechteren ·
19: Vilsteren ·
23: Ommen ·
25: Sterkamp ·
29: Junne ·
31: Beerze ·
34: Mariënberg ·
37: Bergentheim ·
Brucht ·
42: Hardenberg ·
45: Baalder-Radewijk ·
48: Gramsbergen ·
50: De Haandrik ·
55: Coevorden ·
59: Dalen ·
62: Dalerveen ·
66: Nieuw Amsterdam ·
70: Emmen Zuid ·
71: Emmen Bargeres ·
72: Zuidbarge ·
75: Emmen ·
79: Weerdinge ·
82: Valthe ·
87: Exloo ·
93: Buinen ·
95: Drouwen ·
100: Gasselternijveen ·
103: Tweede Dwarsdiep ·
107: Stadskanaal